# Каменское (сельское поселение, Граховский район)
Каменское — упразднённое муниципальное образование со статусом сельского поселения в составе Граховского района Удмуртии.
Административный центр — деревня Каменное.
Законом Удмуртской Республики от 17.05.2021 № 47-РЗ к 30 мая 2021 года упразднено в связи с преобразованием муниципального района в муниципальный округ.

## Местное самоуправление
Муниципальное образование действует в соответствии с ФЗ-131 «Об общих принципах организации местного самоуправления в Российской Федерации», согласно уставу муниципального образования и имеет трёхуровневую структуру органов местного самоуправления:
1. Глава муниципального образования — Яковлева Ольга Васильевна
2. Представительный орган — Совет депутатов муниципального образования, состоит из 7 депутатов
3. Исполнительно-распорядительный орган — администрация муниципального образования

## Географические данные
Находится на востоке района, граничит:
- на севере с Котловским сельским поселением
- на востоке с Новогорским сельским поселением
- на юге с Порымозаречным сельским поселением
- на западе с Граховским сельским поселением

По территории поселения протекают реки: Адамка и Вишурка.
Общая площадь поселения — 5846 гектар, из них сельхозугодья — 5006 гектар.

## История
Муниципальное образование создано 1 января 2006 года в результате муниципальной реформы. Предшественник — Каменский сельсовет Граховского района.

### Каменский сельсовет
Впервые Каменский сельсовет был образован в 1925 году, в составе населённых пунктов: починок Каменный и деревень Черемисский Возжай и Иж-Бобья; остальные территории современного поселения на тот момент входили в состав Граховского и Русско-Адам-Учинского сельсоветов. Сельсовет проработал до 1932 года и был упразднён, его территория была разделена между Граховским и Мари-Возжайским сельсоветами.
Повторно Каменский сельсовет образован в 1989 году.

## Население
| 2010 | 2012 | 2013 | 2014 | 2015 | 2016 | 2017 |
| ---- | ---- | ---- | ---- | ---- | ---- | ---- |
| 700  | ↘676 | →676 | ↘658 | ↘652 | ↘640 | ↘635 |
| 2018 | 2019 | 2020 |      |      |      |      |
| ↘628 | ↘618 | ↗620 |      |      |      |      |

## Населенные пункты
| Название            | Тип населённого пункта                | Население 2003 год                    | Почтовый индекс                       | ОКАТО                                 |
| ------------------- | ------------------------------------- | ------------------------------------- | ------------------------------------- | ------------------------------------- |
| Каменное            | Деревня, административный центр       | 482                                   | 427742                                | 94 212 830 001                        |
| Иж-Бобья            | Деревня                               | 199                                   | 427742                                | 94 212 830 002                        |
| Нижние Адам-Учи     | Деревня                               | 114                                   | 427742                                | 94 212 830 003                        |
| Русские Адам-Учи    | Село                                  | 15                                    | 427742                                | 94 212 830 004                        |
| Средние Адам-Учи    | Снята с учёта в 1985 году             | Снята с учёта в 1985 году             | Снята с учёта в 1985 году             | Снята с учёта в 1985 году             |
| Клин (Большой Клин) | Снят с учёта между 1955 и 1957 годами | Снят с учёта между 1955 и 1957 годами | Снят с учёта между 1955 и 1957 годами | Снят с учёта между 1955 и 1957 годами |